# 菱垣裕介
菱垣 裕介（ひがき ゆうすけ、1964年（昭和39年） - ）は、日本の元官僚。ジョブストリート（現グリーンフィールドジャパン）代表。アジアインフラストラクチャ取締役。

## 経歴
東京都出身。私立武蔵高校、明治大学農学部を卒業後、農林水産省に入省。構造改善局にて公共事業の計画実施等を担当。退職後、マギル大学農業経済学修士号取得（マーケティング・開発経済）。
以降、独立開発コンサルタントとして、国際連合食糧農業機関（FAO）、国際農業開発基金（IFAD）、アジア開発銀行（ADB）、国際連合開発計画（UNDP）などと契約し、東南アジア各国の経済開発事業の調査計画を多数行う。
2003年より、東南アジアのプロフェッショナルを日本企業に紹介する事業を開始。2007年、1,000万人以上の登録者と10万社以上の利用企業を持つアジア太平洋最大のインターネット求人サイトを運営するジョブストリートとのJVを開始。2014年JobStreet Corporation Berhad社の事業売却に伴い社名をグリーンフィルドジャパン株式会社に変更。事業目的の達成のみに焦点を置き、成果主義マネージメントを採油段階から開始するパフォーマンスパフォーマンス・ベースト・ハイアリングの手法を、ルー・アドラーと協力し日本及び東南アジア、南アジアに導入する。
2014年より、アジアインフラストラクチャ株式会社取締役。世界のインフラストラクチャ開発事業への民間投資案件を発掘し、投資及びアドバイザリを実施する。また事業者実施国政府機関等に、PPPによる民間投資を促進するための施策の助言を行う。地熱発電事業、小水力発電事業、廃棄物発電、都市開発事業、公共住宅開発事業等の新しい インフラストラクチャ開発形態を中心に、事業発掘・形成・投資を東南アジア、南アジアを中心に実施している。